# ترانه‌شناسی سلین دیون

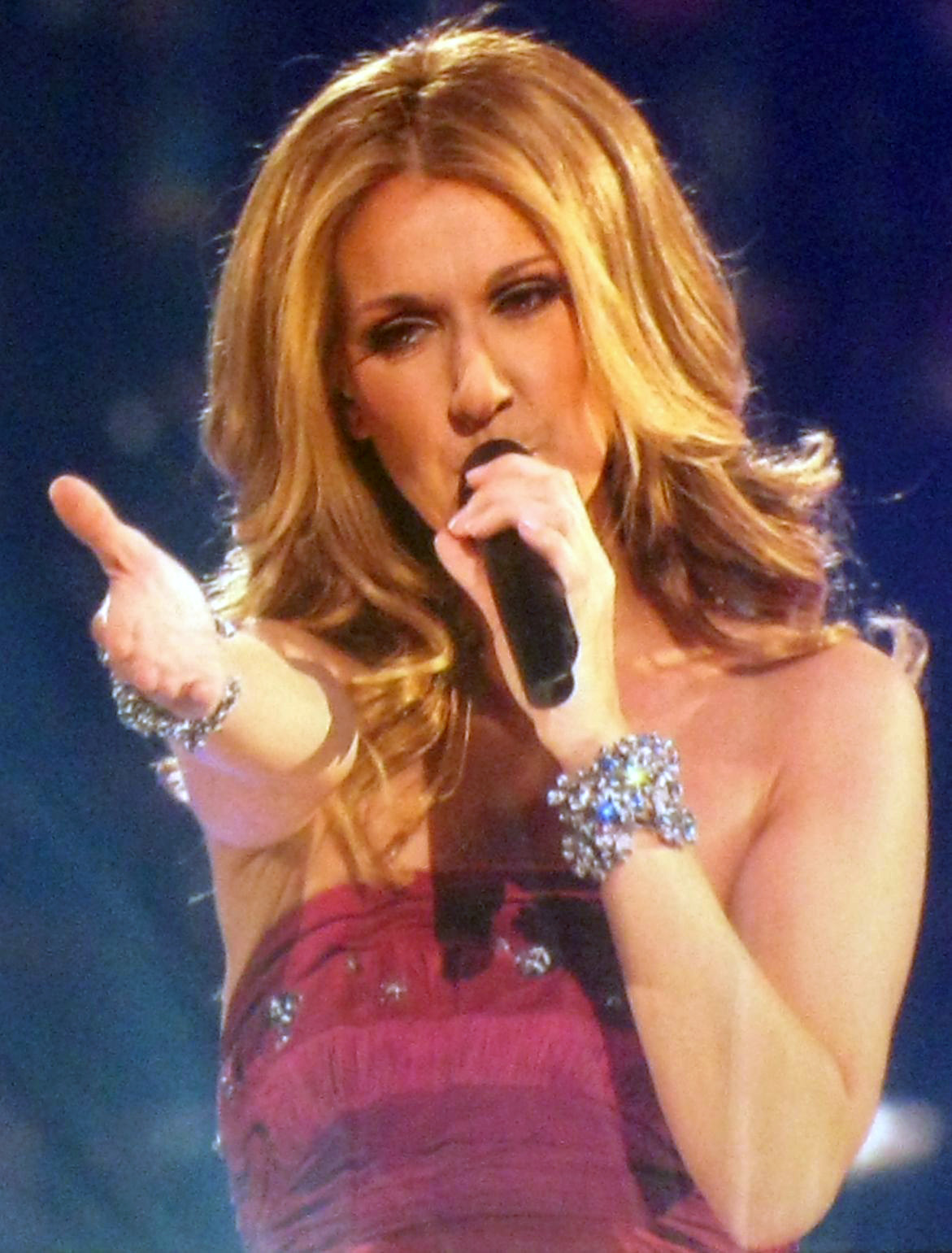
سلین دلیون

سلن دیون یک خواننده کانادایی است که ۲۵ آلبوم استدیویی، ۷ آلبوم زنده، ۱۷ آلبوم گردآوری شده و ۲۰ کلکسیون جعبه‌ای دارد.

## آلبوم‌ها
"|Courage
- انتشار:نوامبر،۲۰۱۹